# اورلوف (شهرستان آلکسیفسکی، استان بلگورود)
اورلوف (انگلیسی: Orlov, Alexeyevsky District, Belgorod Oblast) یک شهرک در بخش آلکسیفسکی استان بلگورود کشور روسیه است.